# Diseworth
Diseworth är en by i civil parish Long Whatton and Diseworth, i distriktet North West Leicestershire, i grevskapet Leicestershire i England. Byn är belägen 23,7 km från Leicester. Orten har 631 invånare (2015). Diseworth var en civil parish fram till 1936 när blev den en del av Long Whatton. Civil parish hade 345 invånare år 1931. Byn nämndes i Domedagsboken (Domesday Book) år 1086, och kallades då Diwort.